# Direction générale des Forêts
Pour les articles homonymes, voir DGF.
La direction générale des Forêts (DGF) est un établissement public algérien chargé de la gestion des forêts publiques, placé sous la tutelle du ministère de l'Agriculture. La direction générale est basée à Alger.

## Historique
La direction générale des Forêts (DGF) a été créée par le décret no 95-201 du 25 juillet 1995.
La DGF a succédé à l'Agence nationale des Forêts (ANF) qui a été antérieurement créée par le décret no 90-114 du 21 avril 1990.
Le statut de la DGF s'inscrit dans le cadre de la loi no 84-12 du 23 juin 1984, modifiée et complétée, portant régime général des forêts.

## Organisation

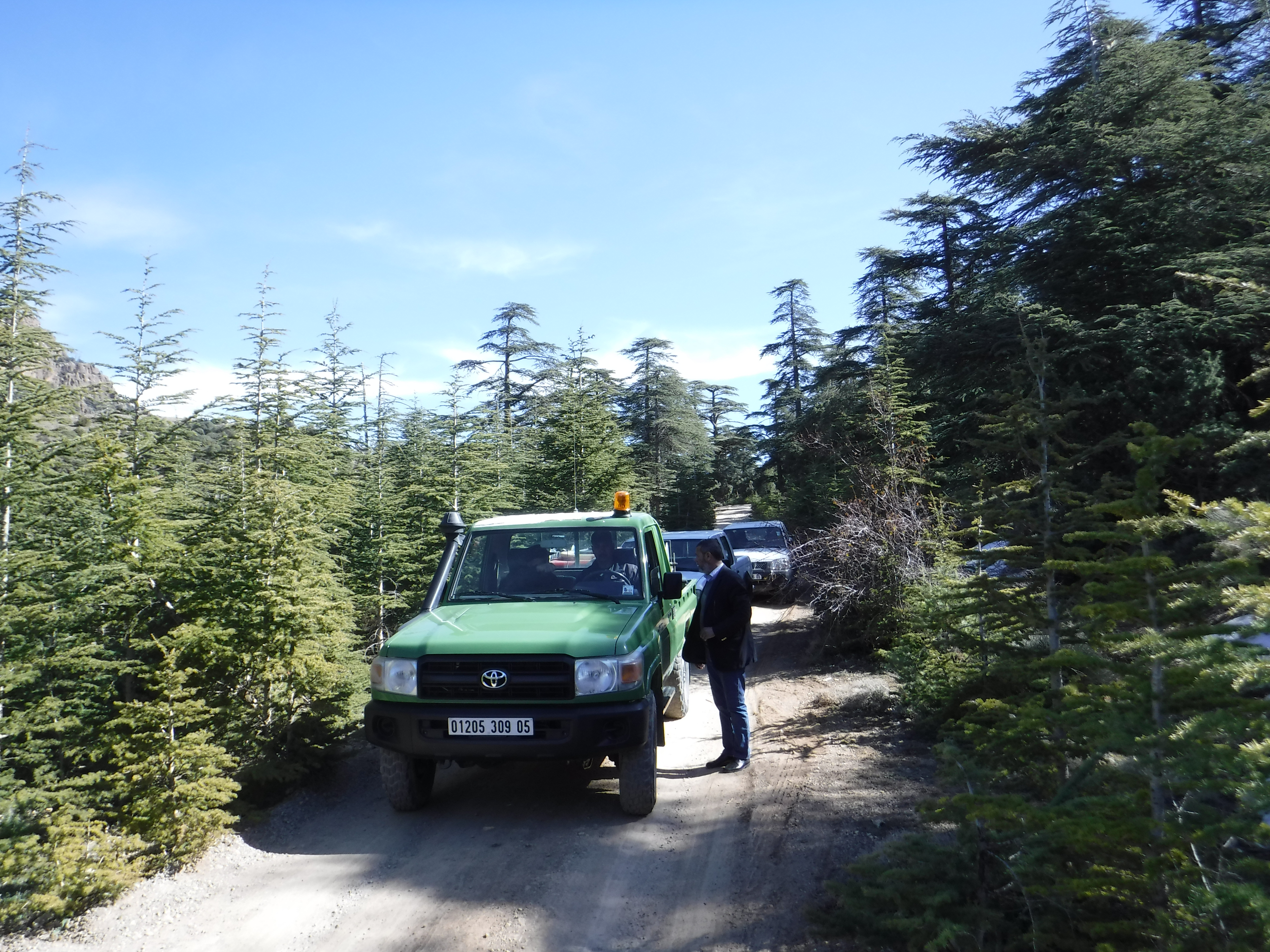
Gardes forestiers dans le parc national de Belezma

L'organisation de la direction centrale de la direction générale des Forêts est composée de plusieurs directions :
- la direction de la conservation des sols[4] et de la mise en valeur des terres incultes[5] ;
- la direction de l'administration et des moyens[6] ;
- la direction de la protection de la faune[7] et de la flore[8] ;
- la direction de la gestion[9] du patrimoine forestier[10] ;
- la direction de la police forestière[11] ;
- la direction de la planification[12].

### Directeurs généraux
Le poste de directeur général de la DGF a été occupé par plusieurs cadres nationaux depuis sa création le 25 juillet 1995.
| no | Directeur général       | Début            | Fin           |
| -- | ----------------------- | ---------------- | ------------- |
| 1  | Mohamed Seghir Mellouhi | 1er octobre 2005 | 1er juin 2008 |
| 2  | Abdelmalek Titah        | 1er avril 2010   | 5 avril 2012  |
| 3  | Mohamed Seghir Noual    | 4 février 2013   | 2015          |
| 4  | Abdelkader Yettou       | 2015             | 2016          |
| 5  | Abdelmalek Abdelfettah  | 2016             | 2017          |
| 6  | Azedine Sekrane         | 2017             | 2018          |
| 7  | Ali Mahmoudi            | 2018             | en cours      |

### Conservations wilayales
Les conservations des forêts de wilaya (CFW), relevant de la Direction générale des forêts DGF, ont été créées par le décret no 95-333 du 25 octobre 1995.
Chaque conservation des forêts de wilaya a pour mission d'assurer les tâches de développement, d'administration, de valorisation, de protection et de gestion du patrimoine forestier et alfatier, dans le cadre de la politique forestière nationale.

#### Missions

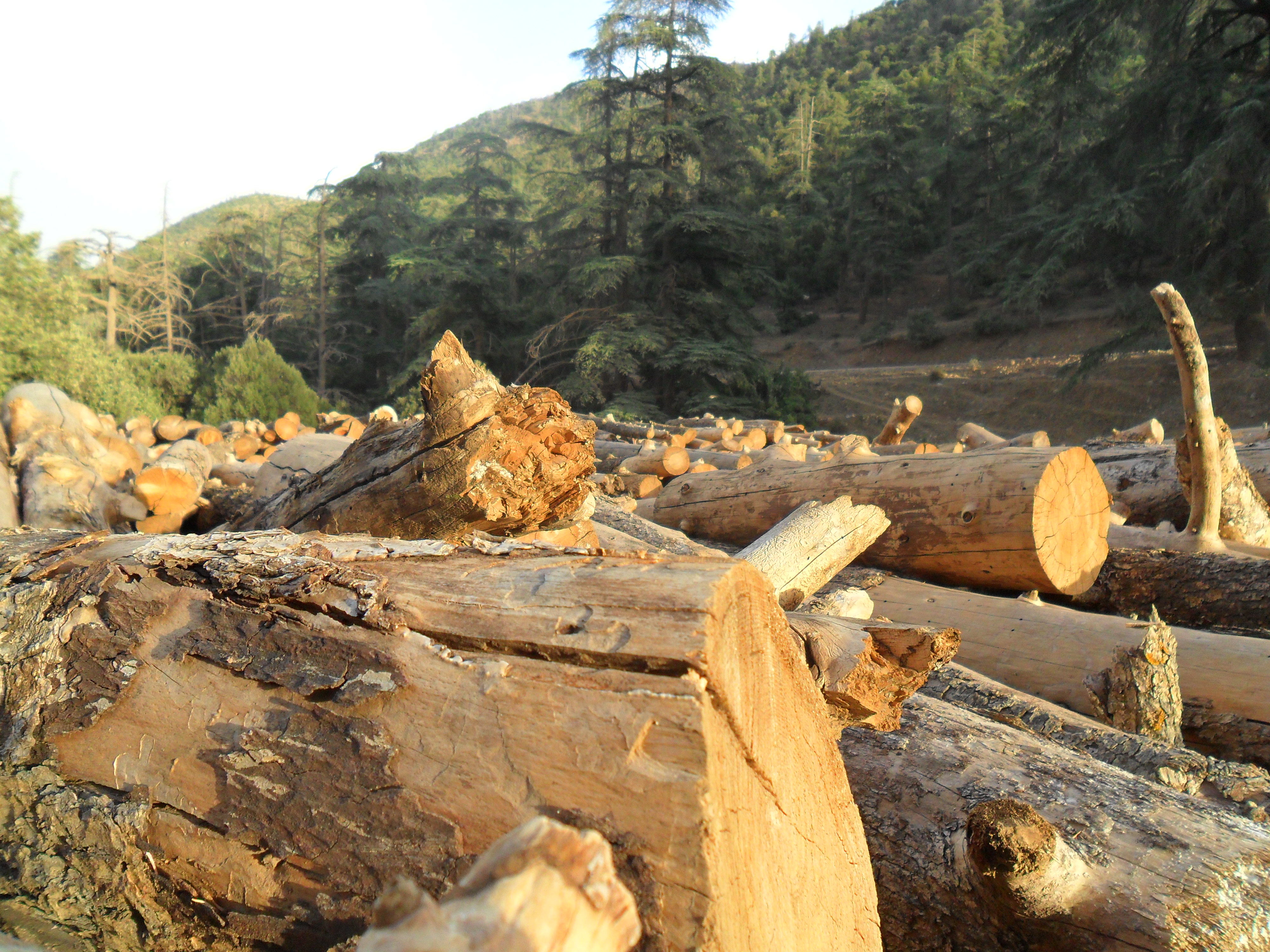
Exploitation forestière.

Chaque CFW a pour mission de mettre en œuvre les programmes et mesures en matière de développement, de protection et d'extension des patrimoines forestier et alfatier, ainsi que de conservation des terres soumises à l'érosion et à la désertification.
Elle organise et contribue à l'exploitation des produits forestiers et alfatiers ainsi que les autres usages du domaine forestier dans le cadre des plans d'aménagement et de gestion.
Elle veille à l'organisation et au suivi, en relation avec les autres services concernés, des actions de prévention et de lutte contre les feux de forêts et les maladies et attaques parasitaires.
Elle veille à l'application de la législation et de la réglementation régissant le domaine forestier et d'organiser l’intervention des corps de l'administration des forêts en matière de police forestière.

### Personnel

#### Personnel technique
La DGF comporte plusieurs postes supérieurs techniques :
- l’expert des forêts ;
- le chef de réseau de communication radioélectrique ;
- le chef de triage des forêts ;
- le chef de brigade des forêts ;
- l’agent technique forestier.

## Activités

### Activités nationales

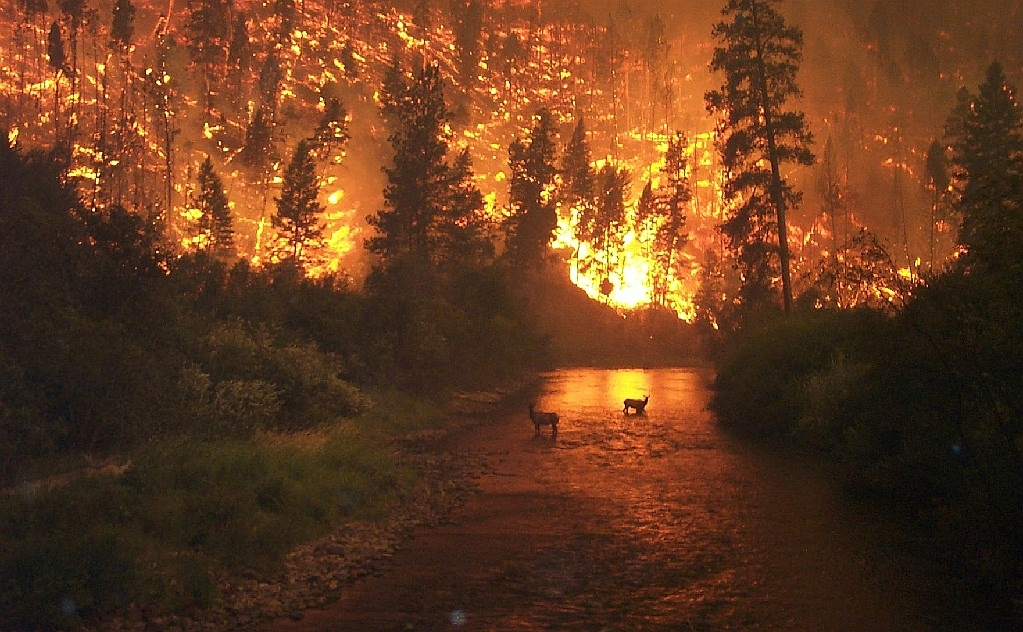
Feu de forêt.

La DGF participe à plusieurs activités nationales :
- établissement d'un bilan des incendies qui se sont déclarés chaque été ;
- mise en place d'un dispositif efficace et rapide d'intervention en cas d'incendie ;
- création d'emplois forestiers ;
- fixation des populations sur leurs terres d'origine ;
- développer de couvert végétal national[30].

## Comité national des zones humides
La DGF a été munie d'un comité national des zones humides (CNZH) créé par l'arrêté du 20 mars 2012. Ce comité est chargé d'assurer une gestion multisectorielle et durable des zones humides et des ressources qu'elles recèlent. Il suit l'élaboration de la stratégie nationale et du plan d'action pour la gestion et la préservation des zones humides, et veille à la mise en œuvre de cette stratégie.

## Plan national de reboisement

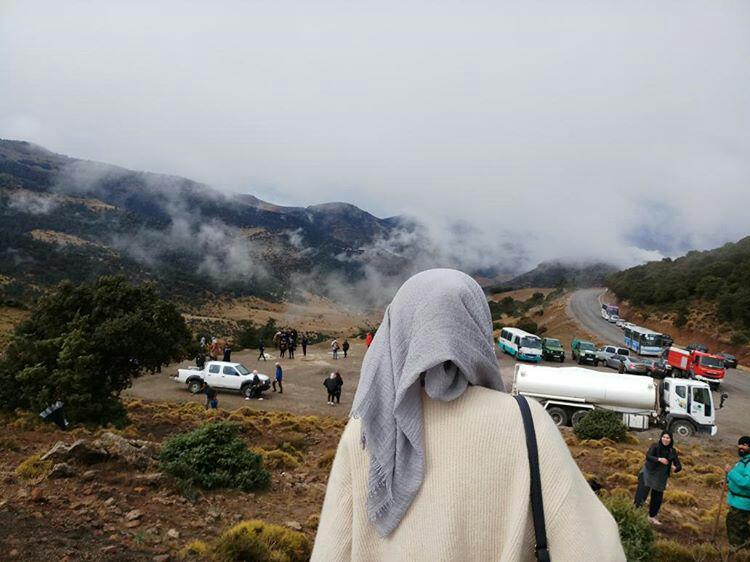
Reboisement des montagnes.

Composante du PNDAR (Plan national de développement agricole et rural), le PNR comprend la mise en valeur des terres, la lutte contre la désertification, la protection et la valorisation des ressources naturelles dans le cadre d'un développement rural durable.
Ce plan prévoit un reboisement industriel de 75 000 ha de chêne liège, 250 000 ha d'arbres productifs au niveau des bassins versants, un reboisement de protection de 562 000 ha, 333 260 ha pour lutter contre la désertification et un reboisement d'agrément et récréatif à hauteur de 25 640 ha.
Près de 495 000 hectares ont été reboisés en Algérie par la DGF depuis le lancement du Plan national de reboisement (PNR) en 2000.
La DGF compte reboiser plus de 1,2 million d'ha à l'horizon 2020, en sachant que depuis la mise en œuvre du PNR, 494 631 ha ont été reboisés.
L'objectif du PNR étant d'arriver à 1 245 900 ha sur 20 ans (2000-2020) et d'augmenter le taux de boisement national de 11 % à 13%.

## Organismes

### Institut national de recherche forestière
La DGF chapeaute l'Institut national de recherche forestière (INRF) qui est situé sur les hauteurs de la forêt de Baïnem.
L'INRF comporte différents départements pour l'étude des étapes du développement du règne végétal depuis la germination de la graine, la levée du plant, la croissance vers l'état adulte et la multiplication du sujet végétal.
L'INRF s'attelle à la mise en place de programmes de recherche et de développement des espèces végétales, particulièrement le chêne-liège dont l'impact économique est avéré, ainsi que les conifères naturalisés (pin maritime, pin d'Alep, pin pignon, pin des Canaries, etc.) qui poussent dans la bande nord et côtière de l'Algérie.
L'INRF abrite une unité de recherche en foresterie, une autre en biotechnologie forestière et reboisement, et une troisième en érosion éolienne et hydrique.
D'autres structures y sont présentes comme une pépinière expérimentale, un arboretum, des serres, un laboratoire mycologique et un herbier.

### Centre national de baguage

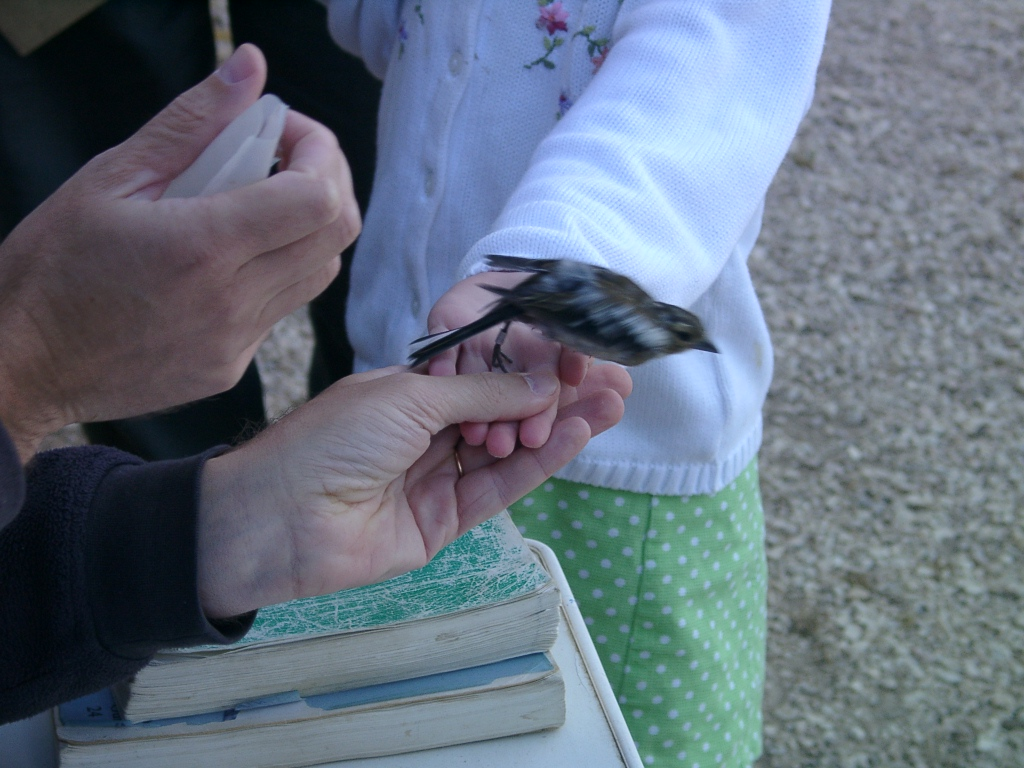
Baguage d'un oiseau.

La DGF gère dans la forêt de Réghaïa la structure du Centre national de baguage (CNB) des oiseaux.
Ce centre permet de suivre les oiseaux sauvages par leur marquage par bague en vue d'étudier plusieurs aspects de leur vie en milieu naturel, comme les déplacements migratoires.
Le CNB collabore ainsi avec plusieurs centres internationaux, car les régions parcourues par les oiseaux bagués peuvent être très éloignées, spécialement lors de leur migration. Chaque bague posée sur un oiseau est unique grâce à un code alphanumérique couplé avec un fichier contenant diverses informations sur cet oiseau (nom de l'espèce, sexe ou encore âge) ainsi que la date et le lieu du baguage.
À ces informations, peuvent s'ajouter diverses données biométriques (masse, longueurs de l'aile et du bec, adiposité, etc.).
Ce centre œuvre, par l’organisation de lâchers d’oiseaux à travers l’Algérie, à la création d’un réseau national d’unités de baguage et finalement à l'intégration au réseau international.

### Cynégétique

#### Centre cynégétique de Réghaïa

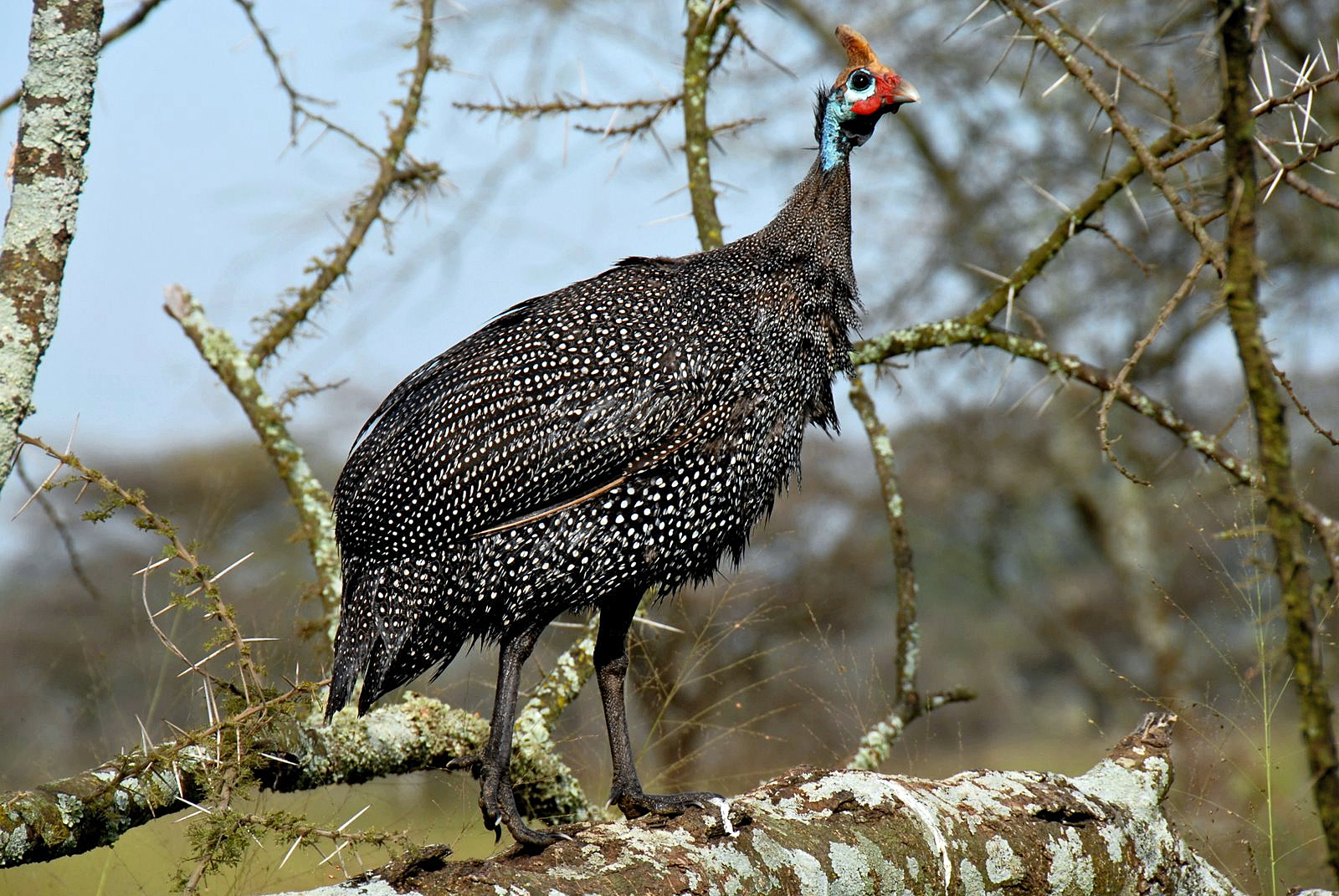
Pintade de Numidie (Numida meleagris).

La DGF gère dans la forêt de Réghaïa la structure du centre cynégétique au sud-ouest de son périmètre.
Il a été créé par le décret no 83-75 du 8 janvier 1983>.
Le centre cynégétique de Réghaïa a été valorisé en 2006 après avoir été pour longtemps une réserve protégée réservée aux seuls spécialistes qui y ont effectué leurs travaux.
Il a été ensuite promu en 2011 pour la gestion de la réserve naturelle de Réghaïa.
Ce centre cynégétique de Réghaïa (CCR) veille au maintien du classement de cette zone humide de Réghaïa la liste de la convention de Ramsar des zones humides, et ce en collaboration avec la DGF.
Le CCR a quatre missions essentielles : la cynégétique, le suivi ornithologique, la recherche scientifique, la communication et la sensibilisation du public.
C'est un établissement qui comprend un centre d'éducation et de sensibilisation, une salle d'expositions des espèces faunistiques et floristiques, deux salles, l'une destinée aux travaux pratiques des sciences naturelles et l'autre à la projection cinématographique.
C'est un centre cynégétique qui s'occupe ainsi de l'élevage du gibier d’eau destiné au repeuplement des plans d'eau par certaines espèces.
Les principales espèces de gibier produites actuellement sont le canard colvert, le faisan, la pintade de Numidie et la caille japonaise.

#### Centre cynégétique de Zéralda

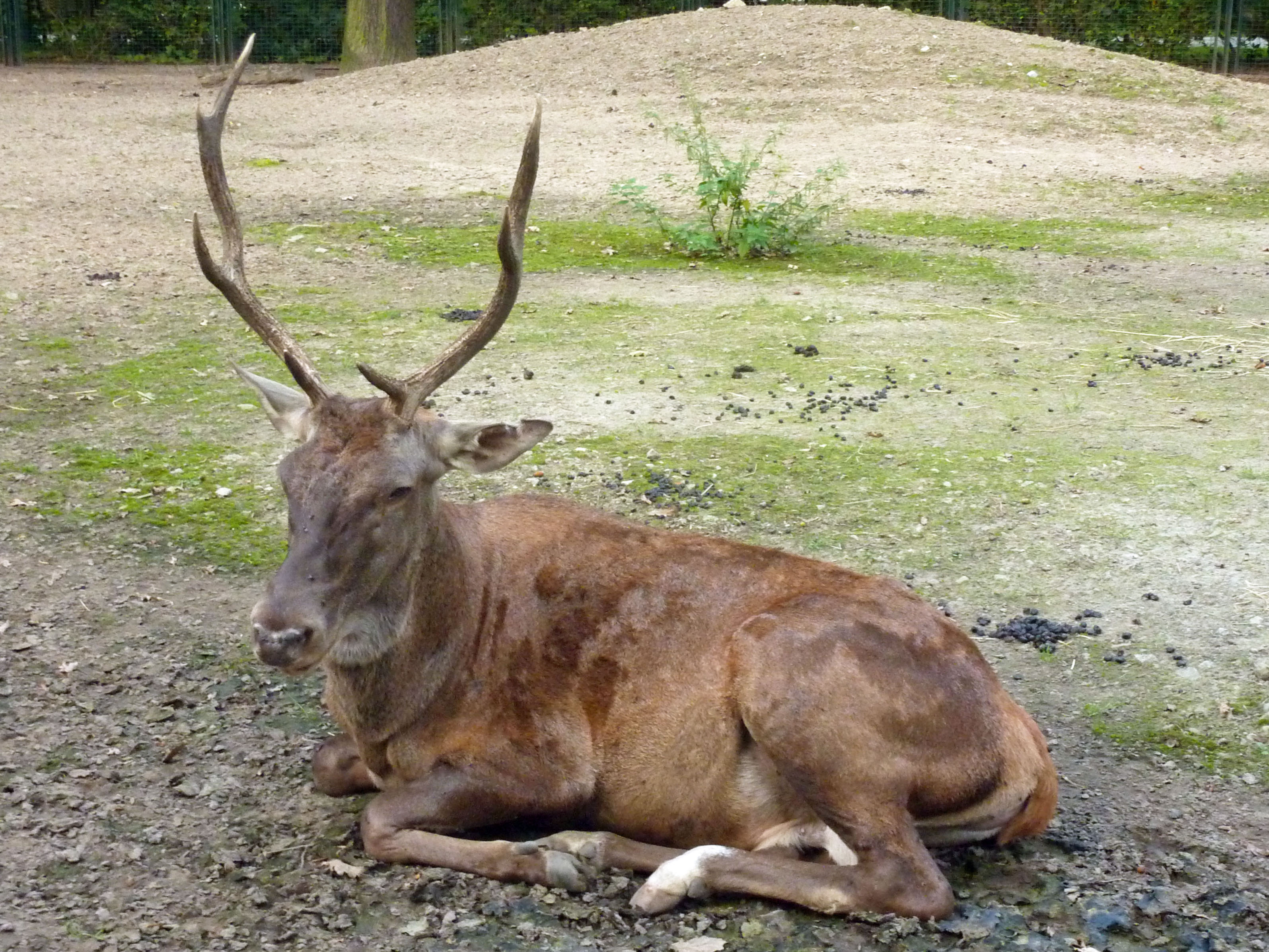
Cerf de Barbarie (Cervus elaphus barbarus).

La DGF gère dans la forêt de Zéralda la structure du centre cynégétique au sud-ouest de son périmètre.
C'est en 1968 que le choix s'est porté sur la forêt de Zéralda pour la création de ce centre cynégétique de Zéralda comme station de production et d'élevage du gibier.
Il a commencé par la production de faisans qui lui ont donné le nom de « Faisanderie de Zéralda ».
En 1983, cette station de gibier a été érigée par la loi no 10-82 en centre cynégétique ayant pour vocation le maintien de la biodiversité, l'équilibre des écosystèmes et le respect de l'environnement.
Le ministère de l'Agriculture et du Développement rural et la DGF ont procédé, en 2012, à la mise en place d'une cellule consacrée au cerf de Barbarie, présidée par le centre cynégétique de Zéralda,.
Cet établissement est actuellement spécialisé dans le développement de la chasse et des activités y afférentes, en axant sa démarche sur les espèces cynégétiques, tout en prenant en charge d'autres espèces dans le cadre d'actions ponctuelles.
Les principales espèces de gibier produites actuellement sont le faisan commun, la perdrix gambra, la perdrix choukar et la caille japonaise.

## Publications
- Atlas des parcs nationaux en Algérie.
- La lettre.
- Les atlas des zones humides en Algérie.